# جون مارشال روز
جون مارشال روز (بالإنجليزية: John Marshall Rose)‏ هو محامي وسياسي أمريكي، ولد في 18 مايو 1856، وتوفي في 22 أبريل 1923. حزبياً، نشط في الحزب الجمهوري. وقد انتخب عضو مجلس نواب بنسيلفانيا وانتخب عضو مجلس النواب الأمريكي.